# Abrahamyan (vezetéknév)
Abrahamyan (örményül: Աբրահամյան) és változatai, Abrahamian és Aprahamian örmény vezetéknév. A vezetéknévvel rendelkező említésre méltó személyek a következők:

## Abrahamyan
- Alyosha Abrahamyan (1945–2018), örmény labdarúgó
- Avetik Abrahamyan (született 1980), örmény-német profi ökölvívó, Arthur Abraham néven ismert.
- Harutyun Abrahamyan (született 2004), kosárlabdázó
- Hovik Abrahamyan (született 1958), örmény politikus
- Khoren Abrahamyan (1930–2004), örmény színész és filmrendező
- Tatev Abrahamyan (1988) amerikai sakkozó

## Ábrahám
- Ara Abrahamian (született 1975), örmény-svéd sportbirkózó
- Atossa Araxia Abrahamian (született 1986), svájci származású amerikai újságíró
- Bob Abrahamian (1978–2014), amerikai-örmény soulzenei déja, történész, levéltáros és lemezgyűjtő.
- Ervand Abrahamian (született 1940), amerikai történész
- Mark Abrahamian (1966–2012), amerikai zenész
- Paul Abrahamian (1993), a Big Brother 18. évadának versenyzője

## Aprahamian
- Felix Aprahamian (1914–2005), amerikai zenekritikus, író, koncertszervező
- Pablo Aprahamian (született 1985-ben), örmény származású uruguayi judoka

## Lásd még
- Abramyan (egyértelműsítő lap)